# Dascillus corporaali
Dascillus corporaali is een keversoort uit de familie withaarkevers (Dascillidae). De wetenschappelijke naam van de soort is voor het eerst geldig gepubliceerd in 1923 door Pic.